# Municipio de Hallstahammar
Hallstahammar (en sueco: Hallstahammars kommun) es un municipio de la provincia de Västmanland, Suecia. Su sede se encuentra en la ciudad de Hallstahammar. El municipio actual se creó en 1971 cuando la ciudad de Hallstahammar (con el estatus de köping desde 1943) se fusionó con partes del disuelto municipio rural de Kolbäck.

## Localidades
Hay cuatro áreas urbanas (tätort) en el municipio:
| # | Tätort        | Población |
| - | ------------- | --------- |
| 1 | Hallstahammar | 11 235    |
| 2 | Kolbäck       | 2059      |
| 3 | Strömsholm    | 708       |
| 4 | Sörstafors    | 272       |